# Peter Sutherland
Peter Sutherland (Dublín, 25 d'abril de 1946 - Dublín, 7 de gener de 2018) fou un advocat i polític irlandès, director General de l'Organització Mundial del Comerç entre els anys 1993 i 1995 així com membre de la Comissió Delors I.

## Biografia
Va néixer el 25 d'abril de 1946 a la ciutat de Dublín. Va estudiar dret a la University College Dublin, esdevenint posteriorment Fiscal General d'Irlanda en els governs de Garret FitzGerald a principis de la dècada del 1980 i membre del Consell d'Estat, càrrecs des dels quals va ajudar el govern a introduir una esmena constitucional que prohibís l'avortament.
Actualment és membre dels consells directius de British Petroleum (BP) i del grup inversor Goldman Sachs.

## Activitat política
Membre del partit conservador Fine Gael, el gener de 1985 fou nomenat membre de la Comissió Delors I, esdevenint Comissari Europeu de la Competència, Assumptes Socials i Educació, càrrec aquest últim que va compartir amb Manuel Marín després de l'entrada d'Espanya a la Unió Europea l'any 1986. Ocupà aquests càrrecs fins a l'any 1989.
L'any 1993 fou nomenat Director General de l'Organització Mundial del Comerç (OMC), un càrrec que ocupà fins al 1995.